# Здравый смысл (журнал)
«Здра́вый смысл» (журнал скептиков, оптимистов и гуманистов) — ежеквартальный журнал, выпускаемый Российским гуманистическим обществом (РГО) и Центром исследований РГО при МГУ им. М. В. Ломоносова при поддержке Центра исследований и Международной академии гуманизма (Амхёрст, США), Российской академии наук, Российского философского общества, Института свободы совести и Фонда «Человечность».
Издается с 1996 года по настоящее время. Главный редактор — В. А. Кувакин. В редакционный совет журнала в разное время входили: С. П. Капица, Э. П. Кругляков, Г. А. Месяц, В. А. Миронов, А. Ф. Маруков, А. Н. Шишкин, П. Куртц.